# ANTIFA - bevægelse mod nazisme
ANTIFA - bevægelse mod nazisme er en dansk dokumentarfilm fra 1994 instrueret af Helle Hansen.

## Handling
På en rejse gennem den anti-facistiske scene i Tyskland fortæller antifacister hvad de gør for at bekæmpe racismen og nazismen, og de viser hvilke midler de tager i brug.